# 7-Zip
7-Zip je komprimační program určený pro různé operační systémy. 7-Zip je svobodný software, vyvíjený Igorem Pavlovem a distribuován pod licencí GNU LGPL. Je konkurencí k známým programům jako WinZip a WinRAR. Ve formě p7zip (na bázi příkazového řádku) je dostupný na unixových systémech jako je Linux a Mac OS X. 7-ZIP lze použít i v DOSu, buď verzi založenou na p7zip, nebo originální verzi pro Windows s pomocí produktu HX-DOS extender.

## Kompresní formát 7-zip
7-zip používá přednostně kompresní algoritmus LZMA, nabízí však také kompresní algoritmy PPMD, bzip2, Deflate, a „store“, tedy uložení souborů bez komprese. Možné je použít šifrování Rijndael-256 (AES). Velikost slovníku může být u 64bitové verze až 1,5 GB (vyžaduje téměř 35 GB paměti). LZMA má vysoký kompresní poměr, lepší než ZIP, a to až o 70 %. Velké textové soubory (>> 1 MB, například zdrojové kódy) lze zkomprimovat více než 10krát. Soubory 7z mají příponu .7z a MIME typ application/x-7z-compressed.

## Podpora ostatních formátů
7-zip podporuje několik dalších archivních a kompresních formátů a to: Z, ZIP, RAR, CAB, ARJ, LZH, RPM, deb, gzip, bzip2, tar. Některé umožňuje pouze dekomprimovat, vytvářet lze tyto archivy: 7z, ZIP, TAR, GZ, BZ2, XZ.

## 7-ZIP file manager
Produkt 7-ZIP nabízí kromě komprese také jednoduchý správce souborů, který po aktivaci 2 panelů (toto není výchozí) spadá do kategorie zvané „Orthodox File Managers“. Je k dispozici pouze pro „Windows“, ale funguje i ve starších verzích jako Windows 98 a s pomocí rozhraní Wine je snadno instalovatelný v distribucích Linuxu orientovaných na koncové uživatele (jako např. Linux Mint).

## Nevýhody a omezení
7-zip neumožňuje řídit pořadí souborů uvnitř archivu. Stejně tak neumožňuje řídit kompresní metody jednotlivých souborů. To jej činí nepoužitelným pro řadu použití, jako je např. vytváření e-knih ve formátu EPUB. Tento nejrozšířenější formát e-knih je v podstatě ZIP archiv. Podle standardu EPUB musí být prvním souborem v archivu soubor "mimetype", který nesmí být komprimován.